# 佐藤健二
佐藤 健二（さとう けんじ、1957年〈昭和32年〉3月10日 - ）は、日本の社会学者。東京大学名誉教授。専門は歴史社会学、文化社会学、社会調査史。2022年3月末に東京大学大学院人文社会系研究科教授を定年退職。2024年4月時点、東京大学執行役・副学長、東京大学高大接続研究開発センター長、東京大学未来ビジョン研究センター特任教授。

## 人物・来歴
人物・来歴は次のとおり。
群馬県高崎市出身。東京大学文学部で社会学を専攻。見田宗介ゼミに参加。駒場キャンパスでの同学年出身の社会学者に武川正吾や苅谷剛彦、町村敬志がいる。
『柳田國男全集』（筑摩書房）の編集委員を務める。
1984年頃、吉見俊哉、小川徹太郎、大月隆寛、重信幸彦と「都市のフォークロアの会」を結成。

### 学歴
- 1975年03月 - 群馬県立高崎高等学校卒業[12]
- 1975年04月 - 東京大学文科三類入学
- 1979年03月 - 東京大学文学部卒業
- 1981年03月 - 東京大学大学院社会学研究科修士課程修了
- 1983年03月 - 東京大学大学院社会学研究科博士課程中途退学
- 2005年03月 - 東京大学より博士（社会学）の学位が授与される（学位論文『柳田国男における歴史社会学の方法』[17]）

### 職歴
- 1983年04月 – 東京大学教養学部助手（社会科学科社会学教室）（1986年3月まで）
- 1986年04月 - 法政大学社会学部専任講師
- 1988年04月 - 法政大学社会学部助教授（終期不詳[注釈 2]）
- 1994年10月 - 東京大学文学部助教授（大学院社会学研究科担当）
- 1995年04月 - 東京大学大学院人文社会系研究科助教授（文学部担当）
- 2000年04月 - 東京大学大学院人文社会系研究科助教授（文化資源学研究専攻）併任
- 2005年09月 - 東京大学大学院人文社会系研究科（社会文化研究専攻、文化資源学研究専攻）教授
- 2011年04月 - 東京大学大学院人文社会系研究科副研究科長（2013年3月まで）
- 2017年04月 - 東京大学大学院人文社会系研究科研究科長・文学部長（2019年3月まで）[19][20]
- 2019年04月 - 東京大学執行役・副学長（現任中[5]）
- 2022年
  - 03月 - 東京大学大学院人文社会系研究科教授を定年退職[4]
  - 04月 - 東京大学未来ビジョン研究センター特任教授（現任中[7]）
  - 06月 - 東京大学より名誉教授の称号授与[3]

#### 学内・外における役職
- 1997年04月 - オックスフォード大学オリエンタル・インスティテュート研究員
- 2019年04月 - 東京大学百五十年史編纂室長[21]（現任中[5]）
- 2019年04月 - 東京大学文書館長[22][23]（現任中[5]）
- 2019年04月 - 東京大学高大接続研究開発センター長（現任中[5]）

## 受賞
- 1994年11月21日 - 今和次郎賞（受賞作品『風景の生産・風景の解放──メディアのアルケオロジー』）[24]
- 2018年05月26日 - 今和次郎賞（受賞作品『浅草公園 凌雲閣十二階──失われた＜高さ＞の歴史社会学』）[24]

## 著書
著書は以下のとおり。

### 単著
- 『読書空間の近代──方法としての柳田国男』（弘文堂、1987年）
- 『風景の生産・風景の解放──メディアのアルケオロジー』（講談社、1994年）
- 『流言蜚語──うわさ話を読みとく作法』（有信堂高文社、1995年）
- 『歴史社会学の作法──戦後社会科学批判』（岩波書店、2001年）
- 『社会調査史のリテラシー──方法を読む社会学的想像力』新曜社、2011年
- 『ケータイ化する日本語──モバイル時代の〝感じる〟〝伝える〟〝考える〟』（大修館書店、2012年）
- 『論文の書きかた』（弘文堂、2014年／ちくま学芸文庫、2024年5月）
- 『柳田国男の歴史社会学──続・読書空間の近代[注釈 4]』（せりか書房、2015年）[25]
- 『浅草公園 凌雲閣十二階──失われた＜高さ＞の歴史社会学』（弘文堂、2016年）[26]
- 『文化資源学講義』（東京大学出版会、2018年）[27]
- 『真木悠介の誕生──人間解放の比較=歴史社会学』（弘文堂、2020年）

### 共著
- （東京大学新聞研究所（編））『日本のシンクタンク』（東京大学出版会、1985年）
- （庄司興吉（編））『地域社会計画と住民自治──新しい“まちづくり”のために』（梓出版社、1985年）
- （栗原彬・庄司興吉（編））『社会運動と文化形成』（東京大学出版会、1987年）
- （小木新造（編））『江戸東京を読む』（筑摩書房、1991年）
- （梅棹忠夫（編））『世相観察・あそびと仕事の最前線──梅棹忠夫<対談集>』（講談社、1991年）
- （古城利明・矢澤修次郎（編））『現代社会論』（有斐閣、1993年／新版、2004年）
- （中野卓・桜井厚（編））『ライフヒストリーの社会学』（弘文堂、1995年）
- （NHKブックス）『江戸東京学への招待1　文化誌篇』（日本放送出版協会、1995年）
- （水越伸（編））『20世紀のメディア1　エレクトリック・メディアの近代』（ジャストシステム、1996年）
- （岩波講座　現代社会学）『メディアと情報化の社会学』（岩波書店、1996年）
- （山下晋司（編））『観光人類学』（新曜社、1996年／リニューアル版（改題『観光文化学』）、2007年）
- （岩波講座　現代社会学）『〈家族〉の社会学』（岩波書店、1996年）
- （岩波講座　日本文学史）『口承文学2・アイヌ文学』（岩波書店、1997年）
- （関一敏（編））『現代民俗学の視点2　民俗のことば』（朝倉書店、1998年）
- （岩波講座　世界歴史）』普遍と多元──現代文化へむけて』（岩波書店、1999年）
- （木下直之・吉見俊哉（編））『ニュースの誕生──かわら版と新聞錦絵の情報世界』（東京大学総合研究博物館、1999年）
- （栗原彬・小森陽一・佐藤学・吉見俊哉（編））『越境する知3　言説：切り裂く』（東京大学出版会、2000年）
- （岩波講座　近代日本の文化史）『編成されるナショナリズム』（岩波書店、2002年）
- （森明子（編））『歴史叙述の現在──歴史学と人類学の対話』（人文書院、2002年）
- （後藤総一郎先生追悼集刊行会（編））『常民史学への視座――後藤総一郎人と思想』（後藤総一郎先生追悼集刊行会、2004年）
- （加藤周一、ロナルド・ドーア（監修）、福岡ユネスコ協会（編）『日本を問い続けて──加藤周一、ロナルド・ドーアの世界』（岩波書店、2004年）
- （松原隆一郎・荒山正彦・若林幹夫・安彦一恵（著））『＜景観＞を再考する』（青弓社、2004年）
- （苅谷剛彦・内野正幸（編））『いまこの国で大人になるということ』（紀伊國屋書店、2006年）
- （小川徹太郎（著）、歴史表象研究会（編））『越境と抵抗――海のフィールドワーク再考』（新評論、2006年）※解説執筆
- （山下晋司（編））『資源化する文化』（弘文堂、2007年）
- （小池淳一（編））『民俗学的想像力』（せりか書房、2009年）
- （石川徹也・根本彰・吉見俊哉（編））『つながる図書館・博物館・文書館──デジタル化時代の知の基盤づくりへ』（東京大学出版会、2011年）
- （緒川直人・後藤真（編））『写真経験の社会史 ──写真史料研究の出発』（岩田書院、2012年）
- （盛山和夫・上野千鶴子・武川正吾（編））『公共社会学1　リスク・市民社会・公共性』（東京大学出版会、2012年）
- （KAWADE道の手帖)『今和次郎と考現学──暮らしの“今”をとらえた<目>と<手>』（河出書房新社、2013年）
- （平井雄一郎・高田知和（編））『記憶と記録のなかの渋沢栄一』（法政大学出版局、2014年）
- （内田隆三（編））『現代社会と人間への問い──いかにして現在を流動化するのか？』（せりか書房、2015年）
- （設楽博己・工藤雄一郎・松田睦彦（編））『柳田國男と考古学──なぜ柳田は考古資料を収集したのか』（新泉社、2016年）
- （花田達朗（著））『花田達朗ジャーナリズムコレクション3　公共圏── 市民社会再定義のために』（彩流社、2020年））※解題執筆
- （吉見俊哉・森本祥子（編））『東大という思想──群像としての近代知』（東京大学出版会、2020年）
- （東京大学文化資源学研究室（編））『文化資源学──文化の見つけかたと育てかた』（新曜社、2021年）

### 編著
- 『21世紀の都市社会学3 都市の解読力』（勁草書房、1996年）
- （佐藤健二（編集構成）、退職記念誌編集委員会（協力））『葦を編む――佐藤健二の仕事』（自費出版、2022年）[9]

### 共編著
- （南博）『近代庶民生活誌4　流言』（三一書房、1985年）
- （見田宗介・山本泰）『リ−ディングス日本の社会学12　文化と社会意識』（東京大学出版会、1985年）
- （石川弘義・津金澤聡廣・有末賢・島崎征介・薗田硯哉・鷹橋信夫・田村穣生・寺出浩司・吉見俊哉）『大衆文化辞典』（弘文堂、1991年／縮刷版、1994年）
- （川添登）『講座生活学2　生活学の方法』（光生館、1997年）
- （石川淳志・山田一成）『見えないものを見る力――社会調査という認識』（八千代出版、 1998年）
- （見田宗介・内田隆三・吉見俊哉・上野千鶴子・大澤真幸）『社会学文献事典』（弘文堂、1998年）
- （一〇〇周年記念誌刊行委員会（編））『社会学研究室の一〇〇年――東京大学文学部社会学科/大学院人文社会系研究科』（東京大学文学部社会学研究室 一〇〇周年記念誌刊行委員会、2004年）[28]
- （加藤陽子）『黌堂夢華(こうどうむか)――昔の文学部　今の文学部』（東京大学大学院人文社会系研究科・文学部、2004年）
- （吉見俊哉）『文化の社会学』（有斐閣、2007年）
- （山本一成）『社会調査論』（八千代出版、2009年）
- （山本泰・佐藤俊樹）『社会学ワンダーランド』（新世社、2013年）
- （熊野純彦）『人文知3　境界と交流』（東京大学出版会、2014年）

### 校注
- （柳田国男（著））『明治大正史──世相篇』（角川ソフィア文庫、2023年）

## 外国語訳
- 풍경의 생산, 풍경의 해방 : 미디어의 고고학（『風景の生産、風景の解放 : メディアの考古学』）정인선（日: 鄭仁善（wikidata））訳（현실문화, 2020年）
- 문화자원학（『文化資源学』）박동성（日: 朴東誠）訳（순천향인문진흥총서, 2021年）

## 記念論文集
- （赤川学・祐成保志（編））『社会の解読力〈歴史編〉──現在せざるものへの経路』（新曜社、2022年）
- （出口剛司・武田俊輔（編））『社会の解読力〈文化編〉──生成する文化からの反照』（新曜社、2022年）

## 講演・対談
- 講演：「『もうひとつの身体としてのことば──感じる/考える/伝える』[10][29]（高崎女子高等学校創立120周年記念講演会）」（群馬音楽センター、2019年6月28日）[30]
- 対談：「『東大吉本対話』Vol.1 言葉力が世界を変える？（ピース又吉直樹との対談）」（東京大学安田講堂、2021年3月7日）[31]
- 講義：「『歴史社会学の再生』（東京大学退職教員最終講義）」（東京大学大学院人文社会系研究科 社会学研究室・文化資源学研究室、2022年3月19日、Zoomでのオンライン開催）[32]